# Ladrawan
Ladrawan is een census town in het district Jhajjar van de Indiase staat Haryana. 

## Demografie
Volgens de Indiase volkstelling van 2001 wonen er 8007 mensen in Ladrawan, waarvan 55% mannelijk en 45% vrouwelijk is. De plaats heeft een alfabetiseringsgraad van 49%. 